# Mognad (frukt)

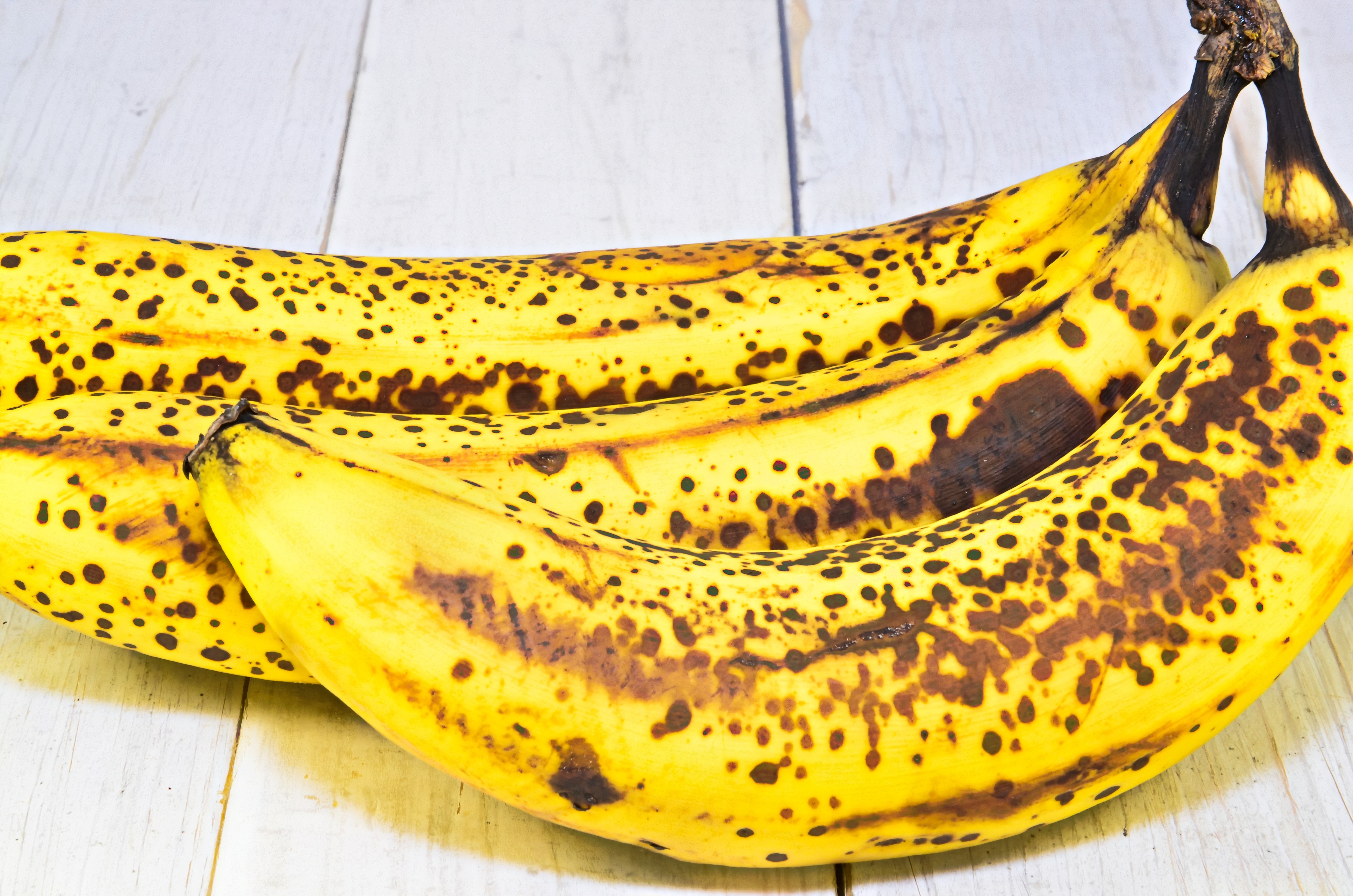
Mogna bananer.

Mognad är en process hos frukter, vilket får dem att bli mer smakliga. I allmänhet blir en frukt sötare, mjukare och mindre grön utmed mognadsprocessen. Trots att fruktsyrorna ökar med mognaden, betyder inte det att frukten blir mer syrlig. Det är istället en egenskap av Brix-skalan.

## Mognadsfaktorer
Det finns olika faktorer som kan påskynda mognadsprocessen. Det gör det möjligt att plocka frukter när de inte är mogna, vilket exempelvis kan vara viktigt vid transport av frukter till länder långt bort från odlingarna. Ett exempel är bananer som efter transporten mognar med hjälp av gasen eten.
Kalciumkarbid används i vissa länder som artificiell mognadsfaktor. När kalciumkarbid kommer i kontakt med fukt bildas gasen etyn, vilket har en liknande mognadseffekt som eten. Industriell kalciumkarbid innehåller spår av arsenik och fosfor, vilket är hälsofarligt. Därför är kalciumklorid i detta syfte förbjuden i de flesta länder.